# Československo na Letních olympijských hrách 1968
Československo na Letních olympijských hrách 1968 v Ciudad de México reprezentovalo 121 sportovců, z toho 27 žen. Nejmladší účastnicí byla gymnastka Hana Lišková (16 let, 140 dní), nejstarším účastníkem pak volejbalista Bohumil Golián (37 let, 203 dní). Reprezentanti vybojovali 13 medailí, z toho 7 zlatých, 2 stříbrné a 4 bronzové.

## Československé medaile
| Medaile | Jméno | Sport                | Disciplína                                                               |
| ------- | --- | -------------------- | ------------------------------------------------------------------------ |
| Zlato   | Věra Čáslavská | Sportovní gymnastika | osmiboj video Archivováno 9. 4. 2020 na Wayback Machine.                 |
| Zlato   | Věra Čáslavská | Sportovní gymnastika | přeskok                                                                  |
| Zlato   | Věra Čáslavská | Sportovní gymnastika | bradla                                                                   |
| Zlato   | Věra Čáslavská | Sportovní gymnastika | prostná                                                                  |
| Zlato   | Milena Duchková | Skoky do vody        | skoky z 10 metrové věže video Archivováno 9. 4. 2020 na Wayback Machine. |
| Zlato   | Jan Kůrka | Sportovní střelba    | malorážka v leže video Archivováno 9. 4. 2020 na Wayback Machine.        |
| Zlato   | Miloslava Rezková | Atletika             | Ženy skok vysoký video Archivováno 9. 4. 2020 na Wayback Machine.        |
| Stříbro | Věra Čáslavská | Sportovní gymnastika | kladina                                                                  |
| Stříbro | Věra Čáslavská Marianna Krajčírová Jana Kubičková Hana Lišková Bohumila Řimnáčová Miroslava Skleničková                                                                                                | Sportovní gymnastika | Družstvo žen ČSSR                                                        |
| Bronz   | Ludvík Daněk | Atletika             | Muži hod diskem                                                          |
| Bronz   | Petr Kment | Zápas                | Muži řecko-římský nad 97 kg                                              |
| Bronz   | Miroslav Zeman | Zápas                | Muži řecko-římský do 52 kg                                               |
| Bronz   | Bohumil Golián Antonín Procházka Petr Kop Jiří Svoboda Josef Musil Lubomír Zajíček Josef Smolka Vladimír Petlák František Sokol Zdeněk Groessl Pavel Schenk Drahomír Koudelka Václav Matiášek (trenér) | Volejbal             | turnaj mužů                                                              |